# Ignacy Stoiński
Ignacy Stoiński herbu Janina (zm. 1782) – stolnik urzędowski w latach 1781–1782, podczaszy urzędowski w latach 1778–1781, podstoli urzędowski w latach 1771–1778, łowczy urzędowski w 1771 roku, wojski większy urzędowski w latach 1766–1771, miecznik urzędowski w latach 1765–1766, podwojewodzi, komornik lubelski i porucznik województwa lubelskiego w 1764 roku.
Jako poseł województwa lubelskiego na sejm elekcyjny w 1764 roku był elektorem Stanisława Augusta Poniatowskiego z województwa lubelskiego. Członek konfederacji radomskiej w 1767 roku. Poseł na sejm 1778 roku z województwa lubelskiego.